# Nansana
Nansana je grad u Ugandi, de facto sjeverno predgrađe Kampale. Nalazi se u regiji Central, u distriktu Wakiso, oko 10 km od središta Kampale.
Nansana je godine 2008. imala 79.100 stanovnika.